# سولومون برانان
سولومون برانان (بالإنجليزية: Solomon Brannan)‏ هو لاعب كرة قدم أمريكية أمريكي، ولد في 5 سبتمبر 1942 في سافانا في الولايات المتحدة.

## وصلات خارجية
- سولومون برانان على موقع مرجع كرة القدم المحترفة.كوم (الإنجليزية)
- سولومون برانان على موقع JustSportsStats.com (الإنجليزية)